# Kate Manne

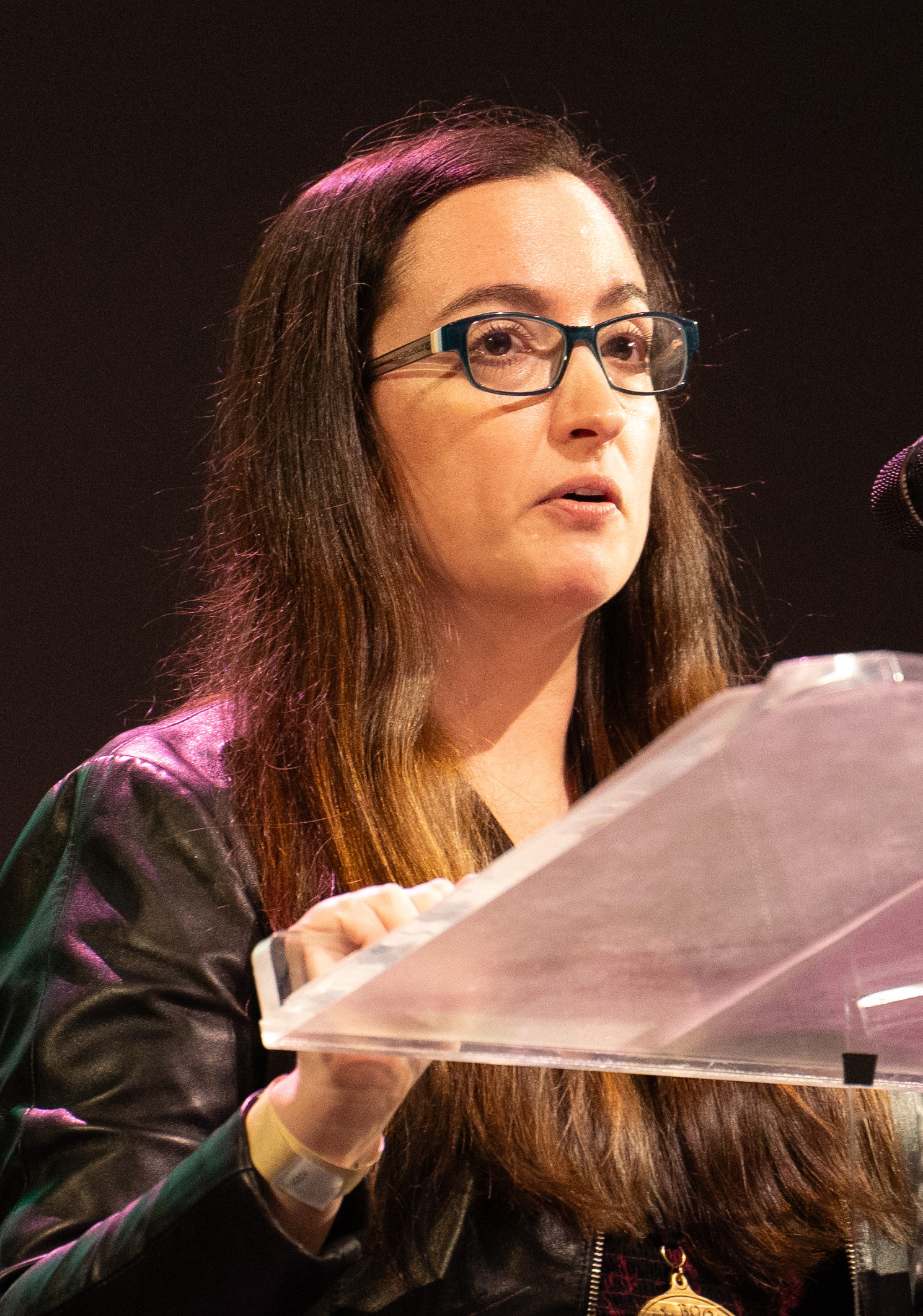
Kate Manne (2024)

Kate A. Manne (* 1983 in Cottles Bridge, Australien) ist eine Sozialphilosophin und Autorin. 

## Leben
Manne wuchs auf einer Farm nördlich von Melbourne auf. Ihr Vater ist der australische Politikwissenschaftler Robert Manne. Sie studierte an der University of Melbourne und bei Sally Haslanger am MIT, bevor sie Mitglied der Harvard Society of Fellows wurde. Seit 2013 lehrt sie an der Cornell University, seit 2019 ist sie dort Assistant Professor.
Manne arbeitet hauptsächlich in den Bereichen Moral- und Sozialphilosophie sowie in feministischer Philosophie. Sie legt dabei einen Fokus auf Sexismus und Misogynie. 2017 erschien ihr erstes Buch Down Girl, das eine systematische Untersuchung von Misogynie und eine Abgrenzung von Sexismus vornimmt. Das Buch wurde von Times Higher Education und der Washington Post zu den besten Büchern des Jahres 2017 gezählt und Manne erhielt für das Buch den PROSE-Award der Association of American Publishers. 2020 veröffentlichte sie ihr zweites Buch Entitled: How Male Privilege Hurts Women. Kate Manne schreibt auch für die New York Times, Newsweek und die Huffington Post.

## Veröffentlichungen
- Down Girl: The Logic of Misogyny. Oxford University Press, New York 2017. ISBN 9780141990729
  - deutsch: Down Girl: Die Logik der Misogynie. Aus dem Englischen von Ulrike Bischoff. Suhrkamp, Berlin 2020. ISBN 978-3-518-29919-7
- Entitled: How Male Privilege Hurts Women. Crown, New York 2020. ISBN 978-1984826558
- Unshrinking: How to Face Fatphobia, Crown, New York 2024, ISBN 9780593593837